# Eerste klasse (voetbal Noord-Holland)
De Eerste klasse was van 1903 tot 1969 het hoogste voetbalniveau en van 1969 tot 1996 het tweede niveau die de Noordhollandsche Voetbalbond organiseerde. Met de opheffing van de NHVB, hield de Eerste klasse in 1996 op te bestaan en werden de clubs allen geplaatst in de Zesde klasse bij de KNVB.

## Opzet
Aanvankelijk bestond de Eerste klasse uit één competitie. Vanaf het seizoen 1916/1917 (?) zijn er twee afdelingen (A en B) met elk zeven teams.
In 1933 werd er kritiek gegeven over de organisatie van de competitie, waarin bleek dat reserveteams van grote clubs ongerechtigde spelers inzetten. In augustus 1936 werd er een vergadering gehouden over het vraagstuk om eerste elftallen in afzonderlijke afdelingen in te delen.
Tot en met het seizoen 1939/40 kende de Eerste klasse vier afdelingen. De kampioenen van elke afdeling speelden onderling om het algeheel kampioenschap van Noord-Holland.
In 1939/40 waren er 5 afdelingen van de Eerste klasse. Na een centralisatie in het Noord-Hollandse voetbal, gingen de DHVB (Katholiek), de NASB (Arbeiders) en de Christelijke Nederlandse Voetbal Bond (Christelijk) op in de neutrale Noordhollandsche Voetbalbond, vanaf dan de onderafdeling voor de provincie Noord-Holland. Hierdoor ging men weer terug naar een indeling bestaande uit een Eerste klasse met twee afdelingen (A en B). Voor de Katholieke verenigingen werd er een alternatieve competitie opgericht in de vorm van een Afdeling Bijzonder voetbal.
In 1969 werd de Hoofdklasse ingevoerd, waardoor de Eerste klasse verder ging als het tweede niveau binnen de NHVB.

## Kampioenen

### Hoogste niveau NHVB
| 1e amateurniveau NHVB | 1e amateurniveau NHVB  | 1e amateurniveau NHVB | 1e amateurniveau NHVB  | 1e amateurniveau NHVB          | 1e amateurniveau NHVB |
| Jaar                  | A                      | B                     | C                      | D                              | E                     |
| --------------------- | ---------------------- | --------------------- | ---------------------- | ------------------------------ | --------------------- |
| 1903                  | Alcmaria Victrix       |                       |                        |                                |                       |
| 1904                  | Alcmaria Victrix       |                       |                        |                                |                       |
| 1905                  |                        |                       |                        |                                |                       |
| 1906                  |                        |                       |                        |                                |                       |
| 1907                  | Alcmaria Victrix       |                       |                        |                                |                       |
| 1908                  | BVV Bloemendaal        |                       |                        |                                |                       |
| 1909                  | Volharding             |                       |                        |                                |                       |
| 1910                  | HVV Haarlem            |                       |                        |                                |                       |
| 1911                  |                        |                       |                        |                                |                       |
| 1912                  | HSV Haarlem?           |                       |                        |                                |                       |
| 1913                  | IJ.V.V. Stormvogels    |                       |                        |                                |                       |
| 1914                  | HFC Helder             |                       |                        |                                |                       |
| 1915                  | Noodcompetitie         |                       |                        |                                |                       |
| 1916                  |                        |                       |                        |                                |                       |
| 1917                  | HFC Helder R2          | EVC                   |                        |                                |                       |
| 1918                  | KFC                    |                       |                        |                                |                       |
| 1919                  |                        | QSC                   |                        |                                |                       |
| 1920                  | ZVV Zaandam R3         |                       |                        |                                |                       |
| 1921                  | DWV                    | VV Assendelft         |                        |                                |                       |
| 1922                  | OSV                    | HRC                   |                        |                                |                       |
| 1923                  | Meervogels             | ZVV Zaandijk          |                        |                                |                       |
| 1924                  |                        |                       |                        |                                |                       |
| 1925                  | ZVV Zaandijk           | VV West Frisia R2     | HRC R2                 |                                |                       |
| 1926                  |                        | QSC R2                | RKHV Geel-Wit          |                                |                       |
| 1927                  |                        | HRC R3?               | VV Uitgeest            |                                |                       |
| 1928                  | Alcmaria Victrix R3    | SVS                   | Meervogels             |                                |                       |
| 1929                  | SV DTS                 |                       |                        |                                |                       |
| 1930                  |                        |                       | HFC Helder R2          |                                |                       |
| 1931                  | SV Verkade             | WFC Wormerveer R3     | Sparta Schagen         |                                |                       |
| 1932                  | VV Alkmaar             | IVV                   | SV Texel               |                                |                       |
| 1933                  | VV Alkmaarsche Boys    | VV Succes             | AVV Andijk             | VVV Westzaan                   |                       |
| 1934                  |                        |                       | BKC                    | Niedorpsche Voetbal Vereniging |                       |
| 1935                  | KVV R2                 | VPV Purmersteijn R2   | VV Strandvogels        | HRC R3                         |                       |
| 1936                  | VV Alkmaarsche Boys R2 | MFC?                  | KFCR3?                 | SV Watervogels                 |                       |
| 1937                  | ZFC R4                 |                       |                        | VV Wieringerwaard              |                       |
| 1938                  | CSV                    | WFC Wormerveer R4     | HSV Sporters           | VV Atlas                       |                       |
| 1939                  | VV Alkmaar             | VV Oudesluis          | Twisker Football Club? | KFC R4                         |                       |
| 1940                  | VV Alkmaar             | OSV R3                | VV Sandow              | SV Petten                      | SV Sijbekarspel       |
| 1944                  | Duinrand S             |                       |                        |                                |                       |
| 1946                  |                        |                       | JVC Julianadorp        |                                |                       |
| 1947                  |                        |                       | RKAFC                  |                                |                       |
| 1948                  | VV Limmen              | HSV Sporters          | VV Bergen              |                                |                       |
| 1949                  | Meervogels '31         | VV Strandvogels       | ZAP                    |                                |                       |
| 1950                  | Meervogels '31         | VV De Blokkers        |                        |                                |                       |
| 1951                  | Meervogels '31         | MFC                   |                        |                                |                       |
| 1952                  | USVU                   | AVV Andijk            | VV Berdos              |                                |                       |
| 1953                  |                        | VV VVW                | VIOS-W                 |                                |                       |
| 1954                  | VV Egmondia            | VV SEW                | WGW                    |                                |                       |
| 1955                  |                        |                       | VV Hollandia T         |                                |                       |
| 1956                  | ZVV Zaanlandia         |                       | JVC Julianadorp        |                                |                       |
| 1957                  | VV Limmen              | RKSV Sint George      | VIOS                   |                                |                       |
| 1958                  | USVU                   | DWB                   | LSVV                   |                                |                       |
| 1959                  | VV Zeevogels           | VV SEW                | SV De Foresters        |                                |                       |
| 1960                  | VV Zaanse Boys         | SV De Valken          | SV Watervogels         |                                |                       |
| 1961                  | VV Monnickendam        | VV Kolping Boys       | SV Texel               |                                |                       |
| 1962                  | VV Monnickendam        | VV Flevo              | SV Texel               |                                |                       |
| 1963                  | RKVV Saenden           | SVW '27               | SV Watervogels         |                                |                       |
| 1964                  | VV Limmen              | VVW                   | VV SRC                 |                                |                       |
| 1965                  | SVA Assendelft         |                       | ZAP                    |                                |                       |
| 1966                  | FC Purmerend           | MFC                   | VV Zeevogels           | x                              |                       |
| 1967                  |                        | RKVV Zwaagdijk        |                        |                                |                       |
| 1968                  |                        | Victoria O            | VV De Zouaven          |                                |                       |
| 1969                  | VV Berdos              | BKC                   | Kolping Boys           |                                |                       |

### Tweede niveau NHVB
De NHVB voerde vanaf het seizoen 1969/70 de Hoofdklasse in en zodoende werd de Eerste klasse van 1970 tot 1996 het tweede niveau binnen de Noordhollandsche Voetbalbond. 
| 2e amateurniveau NHVB (na invoering Hoofdklasse) | 2e amateurniveau NHVB (na invoering Hoofdklasse) | 2e amateurniveau NHVB (na invoering Hoofdklasse) | 2e amateurniveau NHVB (na invoering Hoofdklasse) | 2e amateurniveau NHVB (na invoering Hoofdklasse) |
|                                                  | A                                                | B                                                |                                                  |                                                  |
| ------------------------------------------------ | ------------------------------------------------ | ------------------------------------------------ | ------------------------------------------------ | ------------------------------------------------ |
| 1970                                             | VV Oosthuizen                                    |                                                  |                                                  |                                                  |
| 1971                                             | VV SEW                                           | VV Bergen                                        |                                                  |                                                  |
| 1972                                             |                                                  | SV Westfriezen                                   |                                                  |                                                  |
| 1973                                             | MSV Zeemacht                                     | KGB                                              |                                                  |                                                  |
| 1974                                             | VV ALC                                           | VV RCZ                                           |                                                  |                                                  |
| 1975                                             | WGW                                              | SV Watervogels                                   |                                                  |                                                  |
| 1976                                             | RKEDO SV                                         | ZAP                                              |                                                  |                                                  |
| 1977                                             | SV Westfriezen                                   | SV Spartanen                                     |                                                  |                                                  |
| 1978                                             | MSV Zeemacht                                     |                                                  |                                                  |                                                  |
| 1979                                             | VV VZV                                           |                                                  |                                                  |                                                  |
| 1980                                             | VV Wieringerwaard                                |                                                  |                                                  |                                                  |
| 1981                                             | SV Geel-Zwart '30                                |                                                  |                                                  |                                                  |
| 1982                                             | VV Kaagvogels                                    |                                                  |                                                  |                                                  |
| 1983                                             | VV Schagen                                       |                                                  |                                                  |                                                  |
| 1984                                             | ZAP                                              | SVA Assendelft                                   |                                                  |                                                  |
| 1985                                             | VVS '46                                          | SC Dynamo                                        |                                                  |                                                  |
| 1986                                             |                                                  | SV Sint Adelbert                                 |                                                  |                                                  |
| 1987                                             | AVV Andijk                                       | FC Purmerend                                     |                                                  |                                                  |
| 1988                                             | VV Duinranders                                   |                                                  |                                                  |                                                  |
| 1989                                             | VV De Zouaven                                    | VV Uitgeest                                      |                                                  |                                                  |
| 1990                                             | RKEDO SV                                         | ASV De Flamingo's '64                            |                                                  |                                                  |
| 1991                                             | VV Callantsoog                                   | ZVV Zaanlandia                                   |                                                  |                                                  |
| 1993                                             | VV Egmondia                                      | ASV Go Ahead'18                                  |                                                  |                                                  |
| 1995                                             | SV Westfriezen                                   | VV RCZ                                           |                                                  |                                                  |